# Charfia
La charfia, charfiya ou chrafi (arabe : الشرفية) est une méthode de pêche connue depuis l'Antiquité et reposant sur des installations fixes exploitant passivement les hauts-fonds marins, et les conditions hydrographiques de courants et de marée pour piéger le poisson vivant. Elle est pratiquée largement dans l'archipel tunisien des Kerkennah, mais aussi dans les hauts-fonds de Chebba et à Djerba ou elle est appelée indifférement charfia ou zroub. Elle était aussi pratiquée à l'entrée de la lagune de Bahiret el Bibane jusqu'en 1897.

## Origines
La technique de pêche à la charfia remonte à l'époque punique.
Pour les îles Kerkennah, une légende raconte que la princesse Aziza Othmana, de passage sur l'archipel début du XVIIIe siècle, constata la pauvreté des habitants. À son retour à Tunis, elle propose au bey de permettre aux habitants des Kerkennah de posséder chacun une « propriété maritime » puisqu'il s'agissait de la seule richesse disponible. Le souverain accepte alors sa demande et découpe la mer en parcelles. Depuis, les Kerkenniens se partagent 500 pêcheries qui sont autant de propriétés foncières qui peuvent être héritées ou vendues. Chaque année, avant la saison de pêche, des enchères mettent en location ces zones maritimes quand leur propriétaire ne les exploite pas lui-même. En janvier 1807, l'écrivain français François-René de Chateaubriand, qu'une tempête contraint de passer plusieurs jours au large de l'archipel, écrit : « Nous touchions presque aux iles Kerkeni, les Cercinae des anciens. Du temps de Strabon, il y avait des pêcheries en avant de ces îles, comme aujourd'hui ».
Le même système de propriété foncière maritime s'applique pour les charfia de la lagune Bahiret el Bibane au nord de Ben Gardane. Sept charfias étaient installées en mer, très au large des ouvertures de la lagune, sur des hauts-fonds de profondeur compatible avec la longueur des branches de palmes, avec un système de repos biologique en début d'hiver compris entre un et deux mois (comme aux Kerkennah). En 1897, les charfias à Bahiret el Bibane sont remplacées par des bordigues placées plus proches des ouvertures de la lagune et constitués de filets en matériaux synthétiques.

## Description
Les charfias (ou zroubs) sont des pièges fixes construits à l'aide de haies de feuilles de palme enfoncées verticalement, pointées vers le haut, dans les sédiments marins, de façon à dépasser à la surface et à ne jamais être recouvertes pas les eaux des plus fortes marées (coefficients de marée les plus forts de la Méditerranée dans le golfe de Gabès).
La première haie faite de palmes non attachées entre elles forme une ligne droite d'environ 500 m, constituant un premier barrage, dans l'axe des courants de marée, Cette première haie (appelée rjel soit « jambe ») peut ou non être connectée à la côte. Cette haie est connectée à deux sections (de 80 et 100 m) en forme de V dont la pointe est dirigée vers le large. À la pointe de ce V se trouve un couloir qui conduit les poissons vers un goulet (dit porte d'abondance ou bab) constitué de claies formées par des palmes ébarbées, confectionné à terre ou, pour les installations de Chebba, fait de filets en matériaux synthétiques qui, dans les deux cas, empêchent le poisson de revenir en arrière. Le goulet conduit à un polygone irrégulier ou un cercle (appelé dar ou « maison »). Ces formes peuvent être différentes, et/ou conduire vers un deuxième enclos triangulaire connecté par l'une de ses pointes. Dans tous les cas, la chambre de capture assombrie par des murs de palmes laisse passer la lumière dans les angles aigus, coiffés à leur extrémités de nasses (drinas) en alfa (Stipa tenacissima) et de branches de palmier dans lesquelles viennent se piéger à marées basses les poissons.
Le dispositif est basé sur le rhéotactisme négatif des poissons qui nagent contre le courant le plus fort, les flux de marée et les variations de luminosité. Le piège fonctionne pour les poissons mais aussi les pieuvres et poulpes, seiches et calmars. Les pêcheurs relèvent depuis leurs embarcations les pièges dans lesquels les animaux restent vivants et sans blessure, ce qui permet une pêche sélective en libérant ce que l'on ne souhaite pas vendre ou consommer.
Le renouvellement d'une charfia dure environ deux mois pendant lesquels les fonds marins en repos biologique peuvent se régénérer.
Étant donné que la charfia est considérée comme une méthode de pêche biologique permettant de capturer les poissons vivants, les habitants des Kerkennah cherchent s'il serait possible de renforcer les charfias et transformer les grandes chambres en chambres d'élevage et d'engraissement, dans le but d'augmenter la rentabilité des pêcheries. Cette recherche se fait en appoint de l'action de largage de récifs artificiels réalisée le 23 juin 2007 à quelques centaines de mètres du rivage. Ces récifs sont censés empêcher les chalutiers de détruire l'écosystème marin de l'archipel.

## Reconnaissance
En 2020, la pêche à la charfia aux îles Kerkennah est classée sur la liste du patrimoine culturel de l'humanité.